# Meidum
Meidum o Maidum o Maydum (àrab: ميدوم, Maydūm; antic egipci: Mr(y)-Jtmw, literalment 'estimada d'Atum'; grec antic: Μοι(ε)θυμις) és un llogaret a uns 80 km al sud de Memfis (Egipte), a la riba occidental del Nil, a l'est de l'oasi del Faium. A l'Imperi antic, s'hi va construir l'anomenada piràmide de Meidum, així com dues mastabes principals per a prínceps reials i algunes més per a oficials, i per a altres llocs d'enterrament a partir de la dinastia IV.

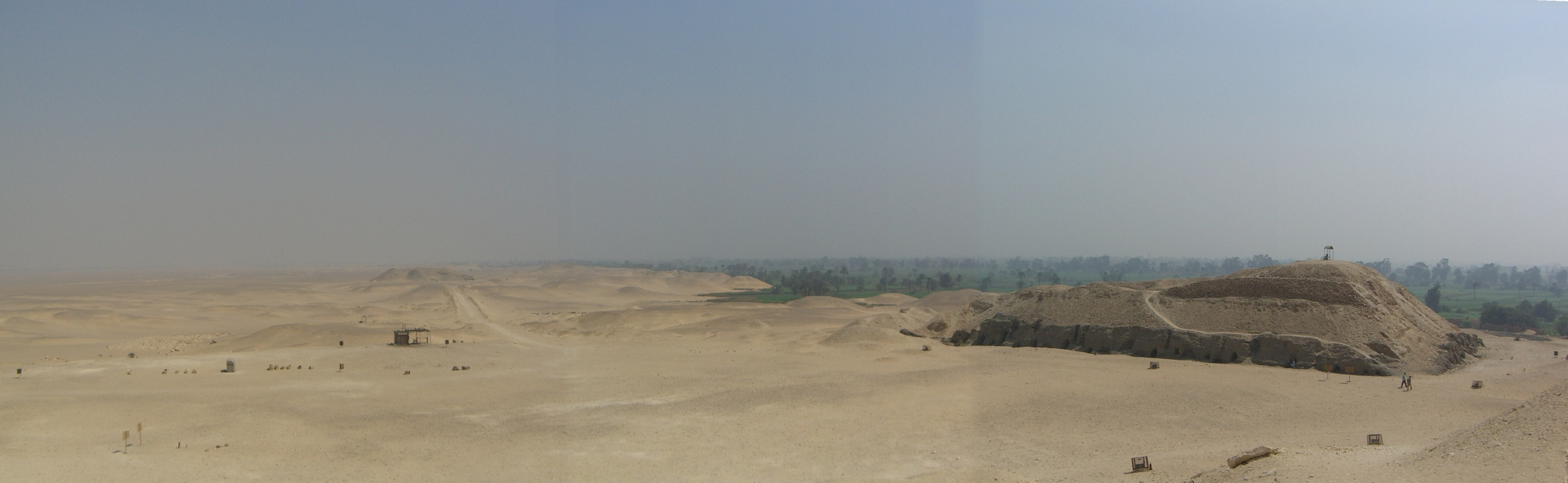
Panoràmica de la necròpolis de Meidum des de l'entrada de la piràmide de Meidum. A la dreta, hi ha la mastaba M17 de la dinastia IV